# Сент Метју
Сент Метју (енгл. St. Matthew Island) је острво САД које припада савезној држави Аљасци. Површина острва износи 354 ². Према попису из 2000. на острву је живело 0 становника.